# Kraftwerk Porto Colômbia
Das Kraftwerk Porto Colômbia (portugiesisch Usina Hidrelétrica (de) Porto Colômbia) ist ein Laufwasserkraftwerk in Brasilien, das den Rio Grande zu einem Stausee (port. Represa de Porto Colômbia) aufstaut. Der Rio Grande bildet an dieser Stelle die Grenze zwischen den Bundesstaaten Minas Gerais (MG) und São Paulo (SP). Ungefähr zehn Kilometer flussabwärts befinden sich die Ortschaften Planura in MG und Colômbia in SP.
Mit der Errichtung des Kraftwerks wurde im März 1970 begonnen. Die erste Maschine ging im Juni 1973 ans Netz.

## Absperrbauwerk
Das Absperrbauwerk besteht zum größten Teil aus einem Staudamm mit einer maximalen Höhe von 40 m. Die Länge der Staudammkrone beträgt 1652 m und die Breite der Krone 10 m. Die Staudammkrone liegt auf einer Höhe von 469,7 m über dem Meeresspiegel. Das Volumen des Staudamms beträgt 2736.497 m³.
Die Wehranlage mit Hochwasserentlastung ist in eine Gewichtsstaumauer aus Beton integriert. Die Wehranlage besteht aus 9 Toren mit einer Breite von 15 m und einer Höhe von 15,4 m. Es können maximal 16.000 m³/s abgeleitet werden. Die Gewichtsstaumauer hat eine Länge von 184 m und ein Volumen von 88.011 m³.

## Stausee
Beim maximalen Stauziel von 467,2 m erstreckt sich der Stausee über eine Fläche von rund 143 km² und fasst 1,525 Mrd. m³ Wasser. Das minimale Stauziel, bei dem die Maschinen noch betrieben werden können, liegt bei 465,5 m. Das Stauziel des Stausees ist normalerweise relativ konstant, da die Wasserführung des Rio Grande durch das stromaufwärts gelegene Kraftwerk Furnas mit dem zugehörigen Furnas-Stausee kontrolliert wird.

## Kraftwerk
Das Kraftwerk Porto Colômbia ist mit einer installierten Leistung von 320 MW eines der kleineren Kraftwerke des Stromerzeugers Furnas Centrais Elétricas. Die durchschnittliche Jahreserzeugung schwankt leicht: sie lag im Jahre 2007 bei 2,019 Mrd. kWh und 2009 bei 2,253 Mrd. kWh. Das Kraftwerk dient der Abdeckung der Grundlast.
Die 4 Kaplan-Turbinen mit jeweils maximal 80 MW Leistung befinden sich in einem Maschinenhaus auf der rechten Staudammseite. Alle Maschinen gingen von Juni 1973 bis Januar 1974 ans Netz. Die Turbinen wurden von den Firmen Nohab und Bardella, die Generatoren von ASEA geliefert. Die Nenndrehzahl der Turbinen liegt bei 85,7/min. Die zugehörigen Generatoren haben eine Nennspannung von 13,8 kV und eine Nennfrequenz von 60 Hz. Der Durchmesser eines Rotors beträgt 7,7 m.
In der Schaltanlage wird die Generatorspannung von 13,8 kV mittels dreiphasigen Leistungstransformatoren auf 138 kV hochgespannt. Die Schaltanlage befindet sich auf der rechten Seite des Flusses.
Das Kraftwerk ist im Besitz von Furnas Centrais Elétricas und wird auch von Furnas betrieben.

## Sonstiges
Die Kosten des Kraftwerks Porto Colômbia lagen laut Weltbank bei 63 Mio. US$ (ohne Zinsen während der Bauzeit) bzw. bei 175 US$ je installiertem Kilowatt. Gemäß Weltbank ist dies für ein Wasserkraftwerk ein niedriger Wert. Das Projekt wurde durch die Weltbank mitfinanziert. Sie gab Furnas ein Darlehen in Höhe von 22,3 Mio. US$ (bei geschätzten Gesamtkosten von 69,8 Mio. US$ im Jahre 1968). Die Weltbank hatte Furnas zuvor schon zwei Kredite gewährt – 73 Mio. US$ im Jahre 1958 für die Errichtung des Kraftwerks Furnas und weitere 96 Mio. US$ in den Jahren 1965 und 1966 für die Errichtung des Kraftwerks Luís Carlos Barreto de Carvalho – und war mit der Bedienung der Kredite durch Furnas zufrieden.